# Szewach Weiss

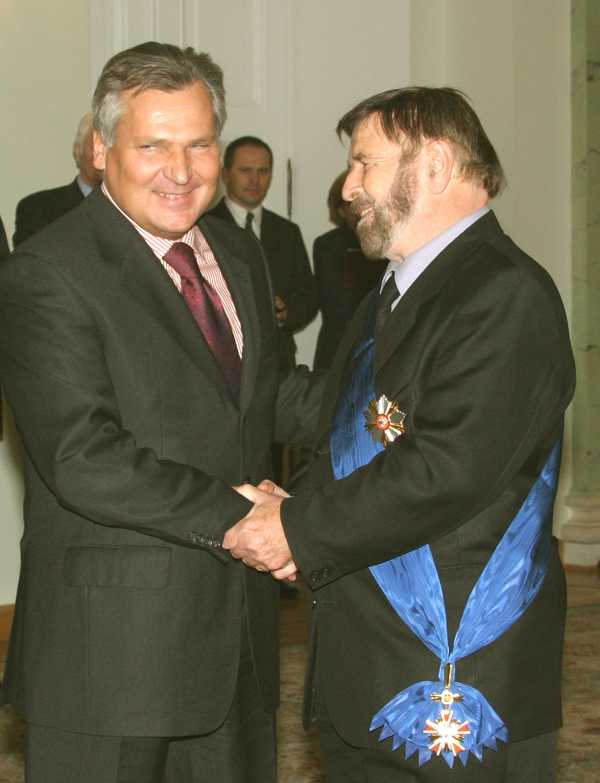
Odznaczenie Szewacha Weissa (z prawej) Orderem Zasługi RP przez Aleksandra Kwaśniewskiego (2004)

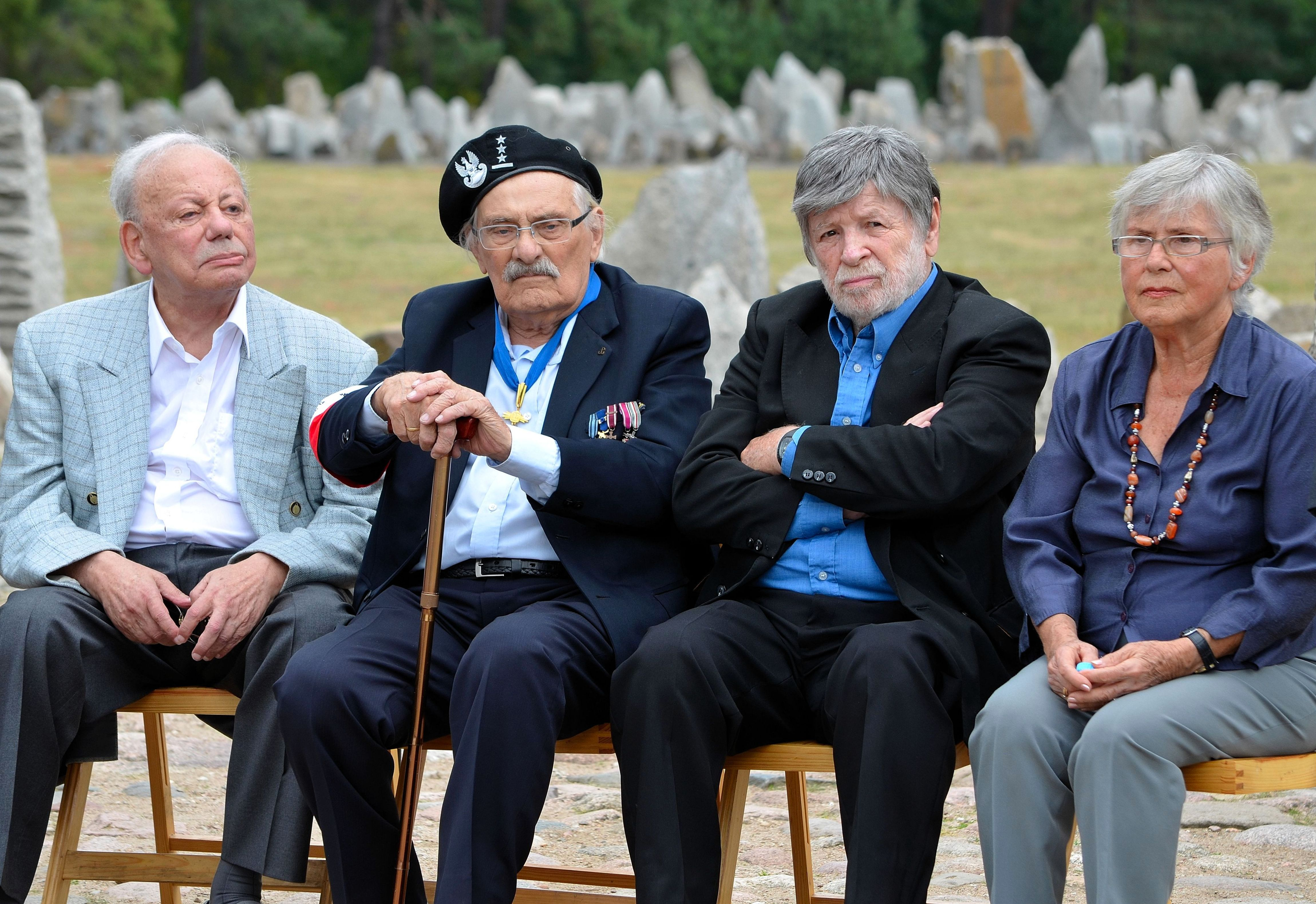
Zygmunt Rolat, Samuel Willenberg, Szewach Weiss i Ada Willenberg podczas obchodów 70. rocznicy buntu w obozie zagłady w Treblince

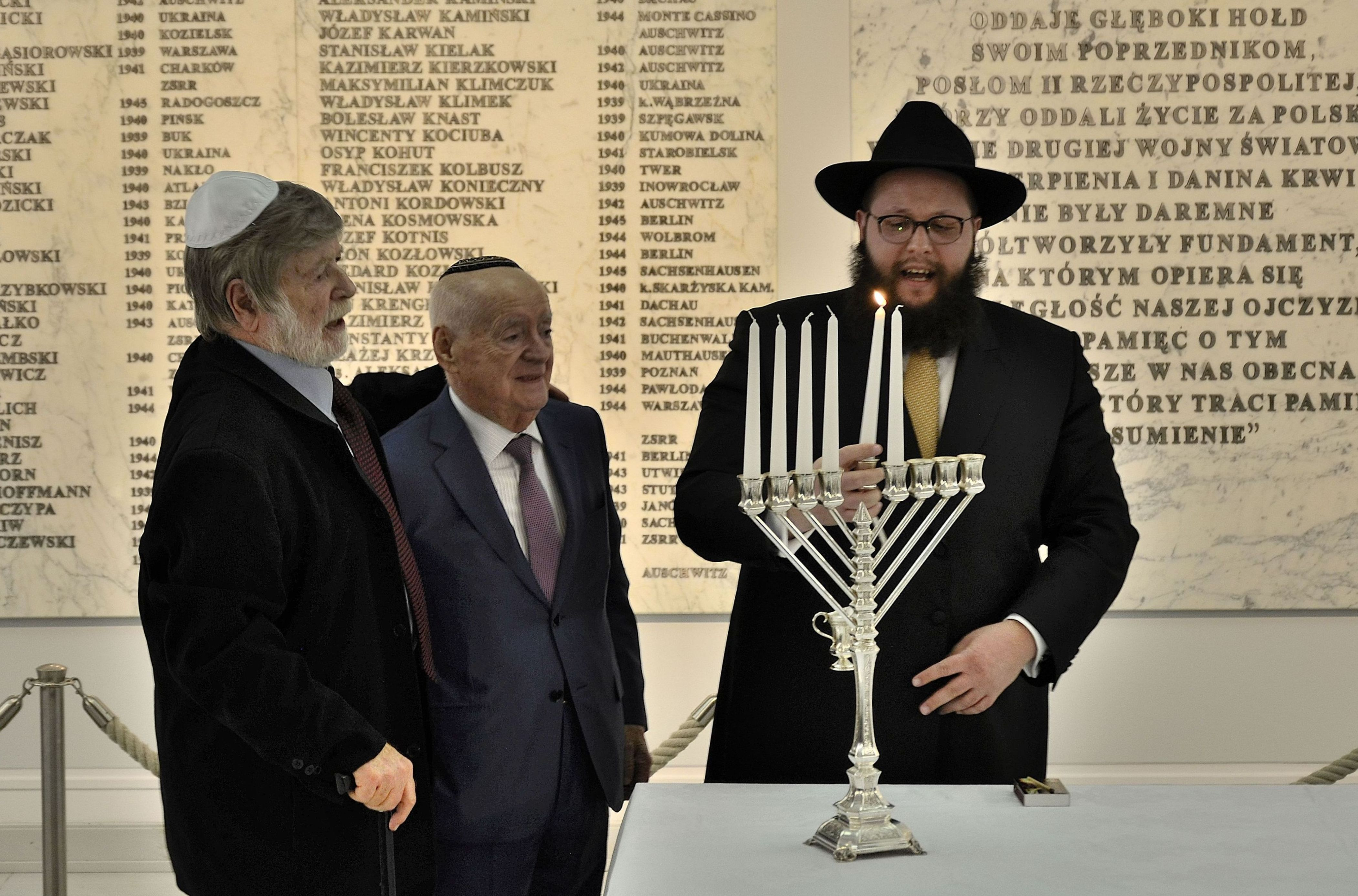
Szewach Weiss (pierwszy z lewej) podczas uroczystości zapalenia lampy chanukowej w Sejmie (2015)

Szewach Weiss (hebr. שבח וייס; ur. 5 lipca 1935 w Borysławiu, zm. 3 lutego 2023 w Tel Awiwie) – izraelski politolog, polityk i dyplomata, profesor nauk politycznych, poseł do Knesetu w latach 1981–1999 i jego przewodniczący (1992–1996), w latach 2001–2003 ambasador Izraela w Polsce, kawaler Orderu Orła Białego.

## Życiorys

### Młodość i czas wojny
Urodził się 5 lipca 1935 w Borysławiu, w ówczesnej II Rzeczpospolitej (obecnie Ukraina), w rodzinie żydowskiej, jako Szejwach Weiss (forma z języka jidysz), syn Gitł (Gieni) i Meira Wolfa Weissa, właściciela sklepu spożywczego. Latem 1941, po wkroczeniu armii niemieckiej, rodzinie Weissów udało się zbiec z getta. Najpierw ukrywali się u Ukrainki Julii Lasotowej, później u polskiego małżeństwa Anny i Michała Górali. Następnie pomagała im przetrwać sąsiadka, Maria Potężna z synem Tadeuszem.

Weiss: 

(…) potem przenieśliśmy się do nowej kryjówki, którą przygotował mój ojciec. Między ścianą naszego sklepu, za szafami, a ścianą magazynu wydzielił pomieszczenie szerokości nie więcej niż sześćdziesiąt centymetrów, za to bardzo wysokie, aż do sufitu, i tam się schowaliśmy.

 W tej kryjówce spędzili około 8 miesięcy. Następnie przenieśli się do ukrytej piwnicy innego niepozornego domu, gdzie ukrywali się przez kolejne 21 miesięcy.
W sierpniu 1944 do Borysławia wkroczyły wojska radzieckie. Po zakończeniu działań wojennych Weissowie zamieszkali ponownie w swoim starym domu, a Szejwach poszedł do drugiej klasy szkoły podstawowej. Jednak wkrótce potem zmuszeni byli wyjechać na tereny Polski w obecnych granicach. Przez pewien czas rodzice mieszkali w Gliwicach, Wałbrzychu, a sam Szejwach mieszkał i uczył się w sierocińcu prowadzonym przez syjonistyczną organizację Bricha w Głuszycy. W tym czasie rozpoczął naukę języka hebrajskiego.
W styczniu 1946 Weissowie przekroczyli nielegalnie granicę z Czechosłowacją, by przedostać się do mandatu Palestyny. Przez Bratysławę dotarli do Wiednia, po czym znaleźli się w obozie przejściowym niedaleko Linzu. Następnie przedostali się do Włoch i dotarli do Rzymu. 1 grudnia wypłynęli z Genui do mandatu Palestyny.

### W Izraelu
Po przybyciu na tereny obecnego Izraela zmienił imię na Szewach (w języku hebrajskim szewach oznacza „sława”). Skierowano go do szkoły rolniczej Hadassim niedaleko Netanji. Tam spotkał polskiego lewicującego Żyda, Micha’ela Kasztana, który stał się jego nauczycielem. To m.in. pod jego wpływem Weiss zbliżył się do lewicy.
W tym czasie zaczął uprawiać wyczynowo sport, (trenował lekkoatletykę i podnoszenie ciężarów) i osiągnął w tych dyscyplinach doskonałe wyniki. Po zdaniu egzaminów maturalnych rozpoczął służbę wojskową w armii izraelskiej, gdzie zaangażował się w życie kulturalne – jako podoficer do spraw kultury dla północnej części Izraela. Dosłużył się stopnia sierżanta. Później został dziennikarzem radiowym. Jednocześnie studiował na Wydziale Nauk Politycznych Uniwersytetu Hebrajskiego w Jerozolimie, na którym w 1969 uzyskał stopień doktora filozofii i nauk politycznych i Wydziale Prawa w Tel Awiwie.
W 1965 uległ wypadkowi samochodowemu, który zakończył jego karierę sportową. Był jednym z pierwszych trenerów Miriam Sidranski, wielokrotnej mistrzyni Izraela w biegach.
W 1975 założył Wydział Mediów na Uniwersytecie Hajfy i został profesorem nauk politycznych na tej uczelni.

#### Działalność polityczna
W latach 1969–1981 był radnym w Hajfie, od 1977 do 1999 członkiem Komitetu Centralnego Partii Pracy. Był jednym ze zwolenników Icchaka Rabina podczas jego wewnątrzpartyjnej rywalizacji z Szimonem Peresem. Od 1981 był posłem do Knesetu.

##### Przewodniczący Knesetu
W latach 1988–1992 był wiceprzewodniczącym, a od 13 lipca 1992 do 24 czerwca 1996 przewodniczącym Knesetu, wybranym stosunkiem głosów 76:32. Po latach pisał: 

Na mnie głosowała nie tylko moja partia, ale też partie religijne! Jedna z nich – Aguda – miała pięciu posłów w parlamencie. Ich lider, Awram Szapira, urodzony w Drohobyczu, bardzo mnie lubił, zawsze mówił do mnie w jidysz – Szejwach. I podczas tego posiedzenia parlamentu Awram Szapira wstał i powiedział: Moja partia jest w opozycji i nigdy nie będziemy głosować na Partię Pracy, ale na Szejwacha zawsze!

W 1993 uczestniczył w rozmowach pokojowych z Jasirem Arafatem w Oslo, zakończonych podpisaniem porozumienia.
Był jedną z ostatnich osób, z którą rozmawiał premier Izraela Icchak Rabin, zanim zginął z rąk żydowskiego nacjonalisty 4 listopada 1995. Przy wielu okazjach reprezentował Kneset za granicą – w latach 1984–1999 był delegatem izraelskiego parlamentu do Rady Europy.

#### Ambasador Izraela w Polsce i późniejsza działalność
W latach 2001–2003 pełnił funkcję ambasadora Izraela w Polsce. Podczas swojej misji w Polsce brał udział w polskim życiu publicznym, do czego przyczyniała się jego biegła znajomość języka polskiego. Od 2000 był Przewodniczącym Rady Instytutu Pamięci Jad Waszem.
Prowadził wykłady na temat historii i polityki Izraela na Wydziale Nauk Politycznych i Studiów Międzynarodowych Uniwersytetu Warszawskiego. W 2008 wspólnie z Stanisławem Sulowskim i Elżbietą Kossewską powołał Centrum Badań nad Izraelem i Diasporą Żydowską na tym Wydziale. Po jego śmierci decyzją Władz Uniwersyteckich i Wydziału, Centrum zmieniło nazwę na: Centrum Badań nad Izraelem i Diasporą Żydowską im. prof. Szewacha Weissa.
Przez kilka lat współpracował z tygodnikiem „Wprost”, a od 2011 do 2012 z tygodnikiem „Uważam Rze”. Publikował także komentarze w „Rzeczpospolitej”. Od stycznia 2013 był publicystą tygodnika „Do Rzeczy”.
Był autorem kilkudziesięciu książek: dla dzieci, z dziedziny nauk politycznych, na temat zarządu miejskiego oraz Holokaustu.
Był członkiem zagranicznym Polskiej Akademii Umiejętności. Od 28 marca 2008 był członkiem Międzynarodowej Kapituły Orderu Uśmiechu.

## Życie prywatne
Od 1959 był żonaty z Ester, z którą miał dwójkę dzieci – córkę Jifat i syna No’ama. Miał wnuczkę Szirę.
Biegle władał językami: hebrajskim, polskim, angielskim i rosyjskim.
Zmarł 3 lutego 2023 w Tel Awiwie w wieku 87 lat. Został pochowany dwa dni później na narodowym cmentarzu na Wzgórzu Herzla w Jerozolimie.

## Odznaczenia
- Order Orła Białego (2016)[19][20],
- Krzyż Wielki Orderu Zasługi Rzeczypospolitej Polskiej (2004)[21],
- Komandoria Missio Reconciliationis (2003)[22],
- Odznaka Honorowa „Bene Merito” (2009)[23][24],
- Medal „Zasłużony dla Tolerancji” (2003).

## Nagrody i wyróżnienia
- 1975 – Nagroda za studia nad zarządem miejskim,
- 1995 – Nagroda za tolerancję przyznaną mu przez Ruch Piękny Izrael,
- 1996 – Nagroda Amitaia za uczciwość w służbie publicznej,
- 1998 – Nagroda Brata Alberta,
- 1999 – Nagroda Ruchu dla Dobrego Zarządu,
- 2003 – Honorowy Obywatel Miasta Kalisza,
- 2006 – Doktorat honoris causa Uniwersytetu Wrocławskiego,
- 2008 – Nagroda imienia Sérgio Vieira de Mello (nagroda specjalna)[25],
- 2011 – Doktorat honoris causa Uniwersytetu Warszawskiego[26],
- 2011 – Doktorat honoris causa Uniwersytetu Medycznego w Łodzi[27],
- 2012 – Doktorat honoris causa Akademii Pedagogiki Specjalnej im. Marii Grzegorzewskiej w Warszawie[28],
- 2013 – Doktorat honoris causa Uniwersytetu Ekonomicznego w Katowicach[29],
- 2018 – Nagroda im. Jana Nowaka Jeziorańskiego.